# The Empyrean
The Empyrean (у преводу, Емпиреј, Небески свод - по Дантеу) је десети соло албум прослављеног америчког гитаристе и бившег члана Ред Хот Чили Пеперс, Џона Фрушантеа. Фрушанте је на овом албуму радио неуобичајено дуго, од децембра 2006. до маја 2008. године. Сам албум је концептуални, редослед песама је битан, а две додатне песме које се налазе само на верзији албума за јапанско и аустралијско тржиште нису повезане са причом коју, по речима аутора, и музички и текстуално приповеда Емпиреј.
Упоредо са објављивањем албума, Фрушанте је неколико месеци водио блог на свом некадашњем званичном сајту, како би својим слушаоцима приближио Емпиреј. Овај албум је специфичан и по томе што је сниман без компресије звука, за разлику од већине данашњих албума, те коришћењем много старомодних техника. На овом албуму се налази и тек друга студијска обрада у Џоновој соло-каријери - верзија песме Song To The Siren Тима Баклија.
Оно што Емпиреј чини другачијим од осталих Фрушантеових албума је и гостовање гудачког квартета и црквеног хора. Такође, на две песме, свој таленат је уступио и легендарни гитариста Смитса и Модест Мауса, Џони Мар. Он је, наиме, свирао ритам гитару на песмама Enough Of Me и Central.
Без обзира на минималну промоцију од стране дискографске куће и самог аутора; Емпиреј је, што се продаје и топ-листи тиче, прошао боље од свих претходних Фрушантеових албума.

## Снимање
Емпиреј је сниман у периоду од децембра 2006. до маја 2008. године, у Фрушантеовој кући, као и претходни студијски албум Curtains. Због Фрушантеових тадашњих обавеза са Ред Хот Чили Пеперс, процес снимања је био подељен на више сесија; у свакој од којих би било снимљено по пар песама. По ауторовим речима, цео кућни студио је коришћен као инструмент, а динамика албума имала је циљ да пребаци слушаоца из једне у другу "атмосферу", како би им се час чинило да им је нешто даље, а час да је ближе; ради посебног емоционалног доживљаја.
Што се тиче гитаре коришћене на албуму, то је углавном био препознатљиви Фендер Стратокастер, сем на солоу у песми Central, где је коришћен SG. Појачала која су била коришћена су Marshall Major и Jubilee. За дисторзију су коришћени Turbo Distorsion Boss, Mosrite Fuzz Rite, Maestro Fuzz-Tone и Muff'n Tube Electro-Harmonix. За реверберизацију и ехо употребљени су Digital Delay AMS, EMT 250 и Lexicon Prime Time. Сигнал је раздвајан Chorus Ensemble Boss педалом; а за ва ефекат, Фрушанте је, као и на већини својих албума и албума Ред хот чили пеперс, користио Ibanez WH-10.

## Концепт
Ако је веровати текстовима које је Фрушанте објављивао на свом блогу и неколицини интервјуа коју је дао поводом изласка албума, он сматра да је објашњавање ствари у које верује у супротности са његовим системом вере. Но, без обзира на константно инсистирање да на албуму има понечега за свакога и да би свако требало да га схвати како год то жели, он је ипак објаснио да је албум базиран на "стварном догађају", који није желео да објасни и који је намерно испричан путем метафора "јер би сви мислили да је полудео"; али је путем серије текстова покушао да читаоцима и слушаоцима приближи овај концепт - непрестано наглашавајући да ниједан од њих није неопходан за разумевање самог Емпиреја. Такође је додао да је цео албум дијалог између двеју личности: самог субјекта и неког другог, ко је присутан у свакоме током целог живота.

## Списак песама
1. (инструментал) - 9:08
2. (обрада) - 3:33
3. - 6:10
4. - 3:23
5. - 8:30
6. - 4:03
7. - 4:14
8. - 7:16
9. - 4:06
10. - 3:57
11. (само на јапанској и аустралијској верзији) - 4:39
12. (само на јапанској и аустралијској верзији) - 3:18

## Особље
- Џон Фрушанте – Вокал, електрична гитара, акустична гитара, клавијатуре, клавир, бас гитара са шест жица на "Dark/Light", разне врсте класичних и модерних синзисајтера, ритам машина
- Џош Клингофер – електрични клавир, бубњеви, оргуље, клавир, синтисајзери
- Фли – бас гитара "Unreachable," "God," "Heaven," "Enough of Me," "Today," и "Ah Yom"
- Џони Мар – електрична гитара на "Enough of Me" и "Central"
- Доналд Тејлор и New Dimension Singers – пратећи вокали на "Dark/Light"
- – гудачки инструменти
- Рајан Хјуит и Адам Семјуелс – аудио инжењеринг
- Дејв Ли – техничар за инструменте
- Ентони Замора – координатор пројекта

## Топ листе
| Позиције (2009)                   | Најбољи пласман |
| --------------------------------- | --------------- |
| Холандска топ-листа албума        | 61              |
| Швајцарска топ-листа албума       | 57              |
| Топ-листа албума Велике Британије | 105             |
| [Билборд топ 200]                 | 151             |